# Echinolampas crassa
Echinolampas crassa is een zee-egel uit de familie Echinolampadidae.
De wetenschappelijke naam van de soort werd in 1880 gepubliceerd door Francis Jeffrey Bell.